# ياسر إسماعيل العلوي
ياسر إسماعيل العلوي (ولد في 1973 في المنامة، البحرين) مهندس وأستاذ جامعي وسياسي بحريني. تولى رئاسة معهد البحرين للتنمية السياسية من 2013 إلى 2016.

## النشأة والتعليم
ولد العلوي في عام 1973 في العاصمة البحرينية المنامة.
حصل على الدبلوم المشارك في الهندسة الميكانيكية من جامعة البحرين في العام 1994. ثم حصل على بكالوريوس في الهندسة الميكانيكية من جامعة البحرين في العام 1996. ثم حصل على ماجستير في الإدارة الهندسية مع مرتبة الشرف من جامعة البحرين في العام 2000. ثم حصل على ماجستير في الهندسة الصناعية مع مرتبة الشرف الأولى من الجامعة ذاتها في العام 2005. ثم حصل على الدكتوراه في الهندسة الصناعية مع مرتبة الشرف الأولى من جامعة ويسترن ميشيغان بالولايات المتحدة في العام 2005.

## المسيرة المهنية
عمل أستاذ مساعد في قسم الهندسة الميكانيكية في جامعة البحرين من 2006 إلى 2009 ثم من 2011 إلى 2012.
عمل مدير للاستثمار في دار ثروات للاستثمار من 2009 إلى 2010 بالإضافة إلى أعمال سابقة أخرى داخل وخارج البحرين.
شغل منذ فبراير 2012 منصب مستشار التخطيط الاستراتيجي والتطوير في مركز البحرين للدراسات الاستراتيجية والدولية والطاقة (دراسات) والقائم بأعمال مدير دائرة الدراسات.
قدم خدمات استشارية عديدة إلى وزارات وهيئات فضلا عن بعض الشركات والمؤسسات داخل وخارج البحرين.
له العديد من المؤلفات العلمية والدراسات كان آخرها ورقة علمية بعنوان: «ضمان الجودة والتطوير المستمر: جامعة البحرين - دراسة حالة» في العام 2009.
شارك في العديد من المؤتمرات المحلية والإقليمية والعالمية وحضر العديد من الدورات التدريبية الاحترافية.
يحمل عضويات مهنية في الاتحادات والجمعيات:
- اتحاد التخطيط الاستراتيجي (الولايات المتحدة).
- معهد المهندسين الصناعيين (الولايات المتحدة).
- معهد اقتصاديي الهندسة (الولايات المتحدة).
- معهد بحوث العمليات والعلوم الإدارية (الولايات المتحدة).
- جمعية مهندسي التصنيع (الولايات المتحدة).

أصدر مجلس أمناء معهد البحرين للتنمية السياسية في 24 أبريل 2013 قرار بتعيين العلوي مدير تنفيذي للمعهد اعتبارا من 1 مايو 2013.
في ديسمبر 2013 نظم معهد البحرين للتنمية السياسية «المنتدى الخليجي الأول للإعلام السياسي».
في 2 أكتوبر 2014 وبسبب مقاطعة جمعية الوفاق الوطني الإسلامية الشيعية المعارضة للمؤسسات التي تمثل نظام الحكم إثر إخماد الاحتجاجات الشعبية التي قامت في عام 2011 قال العلوي إن «المعهد يتوجه في كل فعالية لدعوة جمعية الوفاق للحضور ومن خلال هذه الفعالية وجهنا رسالة شخصية إلى الأمين العام للجمعية علي سلمان للحضور والمشاركة في المنتدى».
في 2 سبتمبر 2016 تقدم العلوي بالاستقالة الاختيارية بعد 3 سنوات من العمل في المعهد وتم تكليف مدير الشؤون الإدارية والمالية بالمعهد القيام بمهام المدير التنفيذي مؤقتا لحين تعيين مدير تنفيذي جديد.

## التكريم والجوائز
حصل على العديد من الجوائز العلمية والأكاديمية داخل وخارج البحرين.